# Брайт, Дэвид
Дэвид Брайт (13 июня 1956 — 25 января 2021) — футбольный тренер из Ботсваны.

## Биография
Брайт считался одним из самых успешных тренеров Ботсваны, он был военным, имел звание майора, его часто называли по воинскому званию.
5 февраля 1992 года Брайт возглавил «Могодитшейн Файтерс» из чемпионата Ботсваны. За 13 лет он привёл команду к трем подряд чемпионским титулам в период с 1999 по 2001 год.
Брайт также тренировал «Сантос Кейптаун», «Бэй Юнайтед» и «Габороне Юнайтед».
Он возглавил национальную сборную в четвёртый раз в июле 2017 года, но был уволен 19 февраля 2019 года после неудачной отборочной кампании Кубка африканских наций 2019 года.
Он умер от коронавируса во время пандемии COVID-19 в Ботсване.